# ترگورز
ترگورز (به فرانسوی: Trégourez) یک کمون در فرانسه است که در Canton of Châteauneuf-du-Faou واقع شده‌است.

## خصوصیات
ترگورز ۱۷٫۷۲ کیلومترمربع مساحت و ۹۴۴ نفر جمعیت دارد.